# سليمان عازم
سليمان عازم (1918 ـ 1983) هو مغني وشاعر قبائلي أمازيغي جزائري، يؤدي موسيقى الشعبي الجزائري والموسيقى القبائلية.

## حياته
ولد سليمان عازم في 19 سبتمبر 1918 في قرية أقني قغران، إحدى قرى جبال جرجرة في ولاية تيزي وزو شرق الجزائر، وكان أبوه مزارعًا بسيطًا. عاش هناك وعندما وصل سن الحادية عشر انتقل إلى الجزائر العاصمة وعمل هناك كمزارع، تم تعبئته خلال الحرب العالمية الثانية للتوجه نحو فرنسا ولكنه لم يجند، بعدها توجه نحو باريس ليعمل هناك كمساعد الكهربائي في المترو سنة 1942م، الأخ الأكبر لسليمان «الوالي» محكوم عليه بالإعدام من طرف جبهة التحرير سنة 1956، وكان علي عازم أخو «سليمان» حركي في صفوف الجيش الفرنسي وحكم عليه بالإعدام من طرف جبهة التحرير وله أخ آخر اسمه «بوجمعة» حكم عليه بالإعدام من طرف جبهة التحرير الوطني. غادر كل أفراد عائلة عازم الجزائر نحو فرنسا سنة 1962.
فتبدل عليه الحال حيث كان متعودا على العيش في الهواء الطلق لكن هذا تغير كتب خلالها أول أغانيه ماتدو أنروح أموح أموح
ففي شهر أغسطس 1959 قدم إلى المركز سليمان عازم الذي وصفته جريدة المجاهد بالمطرب الفاشل، وسجل نشيدا لحنه بنفسه وسماه (نشيد الحركي) تمجيدا للحركى

## اللون الغنائي
يؤدي الأغاني الأمازيغية ولديه بعض الأغاني بالفرنسية وثلاثة أغاني مزج بها بعض الكلمات بالعربية ويعزف على المندول والغيتار ويؤدي موسيقى الشعبي الجزائري والموسيقى القبائلية بطريقة رائعة ومحبوبة لدى الجمهور الجزائري وأشهر أغنية عن الوطن أغنية «الجزائر بلدي الجميل» (Algerie Mon Beau Pays) باللغة الفرنسية التي تحكي عن حب الوطن ومعاناة المهاجرين في الغربة أداها سنة 1967 في باريس في منفاه الاختياري.
و كتب كلمات نشيد الـحركي نصه الآتي
1. Nous les harkis d'Algérie (نحن حركى الجزائر)
C'est la paix que nous voulons réinstaller (إنه السلام الذي نريد استعادته)
Fini la peur, fini la torture، (لا مزيد من الخوف، لا مزيد من التعذيب،)
Nous projetterons seulement le bien (نحن نبتغي الخير فقط)
Nous refusons de nous soumettre au diktat (نرفض الانصياع للإملاءات)
Personne ne sera plus égorgé. (لن يذبح أحد بعد الآن)
:2. Aujourd'hui ce n'est plus comme avant (اليوم ليس كما كان من قبل)
A présent nous savons ce qu'il en est ! (الآن نحن نعرف ما هو!)
Inutile de nous conseiller لا حاجة لنصحنا
Nous avons compris où est l'avenir لقد فهمنا أين المستقبل
:Jamais nous ne nous séparerons de la France : لن نفصل أبدًا عن فرنسا
C'est de là que vient la solution. من هنا يأتي الحل.
3. Acculés à vivre dans les grottes 3. مجبرون على العيش في الكهوف
Ils discutent comme des rats يتحدثون مثل الفئران
Entre eux et nous ils en sera ainsi بينهم وبيننا سيكونون كذلك
Jusqu'à ce que nous les ayons exterminés. حتى نبيدهم.
4. Nombre d'entre eux sont emportés par les ruisseaux 4. يتم جر الكثير منهم عن طريق الجداول
Dévorés par les vautours et les chacals التهمت النسور وابن آوى
Nous avons fait serment de venger Les enfants orphelins أخذنا اليمين للانتقام للأطفال الأيتام

## مكانته في الجزائر
[وفقًا لِمَن؟]، أعمال وأغاني «سليمان عازم» كانت ممنوعة في التلفزيون الجزائري، باعتبارها تحرض ضد الثورة وتساند الـحركي ففي 10 فيفري 1958 وبحضور «روبر لاكوست» ألقى «والي عازم» خطاب حماسي في ساحة تيزي وزو أكد فيه ارتباطه بفرنسا ورغبته في البقاء فرنسيا، وأنهاه بقوله.
«أصدقائي الأعزاء اصرخ من أعماق قلبي تعيش فرنسا، تعيش فرنسا لفترة طويلة، طويلة، يعيش شارل ديغول»

## حياة خاصة
وهو شقيق والي العظم النائب الفرنسي من 1958 إلى 1962 في عهد الجمهورية الخامسة.

## وفاته
توفي في 28 يناير 1983 في بلدة مواساك الفرنسية عن عمر يناهز 64 عام...
كان مواليا لفرنسا ولحن النشيد الـحركي واتهم بالخيانة من قبل جبهة التحرير الوطني.